# Nueva Libertad, Tzimol
Nueva Libertad är en ort i Mexiko.   Den ligger i kommunen Tzimol och delstaten Chiapas, i den sydöstra delen av landet, 800 km öster om huvudstaden Mexico City. Nueva Libertad ligger 1 605 meter över havet och antalet invånare är 445.
Terrängen runt Nueva Libertad är huvudsakligen kuperad, men söderut är den bergig. Runt Nueva Libertad är det ganska glesbefolkat, med 35 invånare per kvadratkilometer. Närmaste större samhälle är Comitán, 15,7 km öster om Nueva Libertad. I omgivningarna runt Nueva Libertad växer huvudsakligen savannskog.